# Массовые убийства участников коммунистических движений
Массовые убийства участников коммунистических движений — примеры антикоммунистических преследований с более чем 100 тысячами погибших.
Коммунистическое движение сталкивалось с оппозицией с момента своего основания, и оппозиция ему часто была организованной и жестокой. Существует мнение, что некоторые кампании массовых убийств коммунистов, проводившиеся во время холодной войны, поддерживались Соединенными Штатами и их союзниками по Западному блоку. Некоторые ученые считают некоторые массовые убийства актами геноцида, в том числе массовые убийства в Индонезии в 1965-66 годах и убийства, совершенные гватемальскими военными во время гражданской войны в Гватемале.

## Америка

### Гватемала
Six Clemens приводит пример Гватемалы 1969—1996 годов среди списка основных антикоммунистических преследований с более чем 100 тысячами погибших.
С 1965 года были широко распространены массовые убийства, насильственные исчезновения, пытки и бессудные казни партизан и пособников коммунистической Партизанской армии бедняков от рук поддерживаемых США вооруженных сил Гватемалы. В отчете от 1984 года обсуждалось «убийство тысяч людей военным правительством, которое поддерживает свою власть с помощью террора». Правозащитная организация Хьюман Райтс Вотч зафиксировала необычайно жестокие действия армии, в основном против безоружных мирных жителей.
В северных провинциях, где действовали партизаны Партизанской армии бедноты репрессии достигли уровня геноцида. Гватемальские военные рассматривали народы майя, традиционно считавшиеся недоразвитыми, как сторонников партизан и начали кампанию массовых убийств крестьян майя. По оценкам, во время гражданской войны было убито 200 тысяч гватемальцев, в том числе не менее 40 тысяч «исчезли».

## Азия
Политическая и идеологическая борьба в Азии в XX веке часто включала коммунистические движения. Массовые антикоммунистические убийства совершались в Азии в больших масштабах.

### Китай
Six Clemens приводит пример Китая 1927—1949 годов в период гражданской войны и японской оккупации среди списка основных антикоммунистических преследований с более чем 100 тысячами погибших.

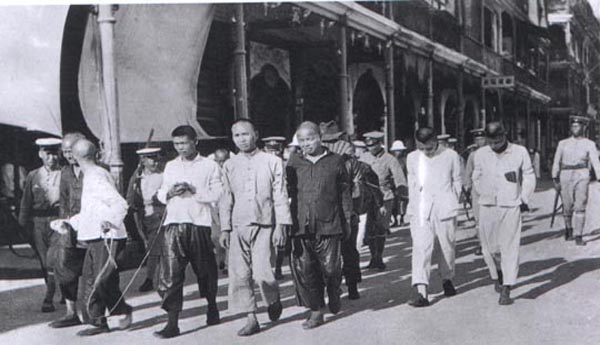
Войска Гоминьдана конвоируют заключенных-коммунистов

Резня в Шанхае 12 апреля 1927 года была насильственным подавлением организаций коммунистической партии Китая (КПК) в Шанхае вооруженными силами консервативной фракции Чан Кай-ши (Гоминьдане). Ещё более жестокие репрессии произошли в таких городах, как Гуанчжоу и Чанша.
Перед рассветом 12 апреля вооруженные банды начали нападать на районные офисы профсоюзов, включая Чжабэй, Наньши и Пудун. В соответствии с указом о чрезвычайном положении Чан приказал 26-й армии разоружить ополчение рабочих, в результате чего более 300 человек были убиты и ранены. Чан распустил временное правительство Шанхая, профсоюзы и все другие организации, находившиеся под контролем коммунистов и реорганизовал сеть союзов, лояльных Гоминьдану под контролем Ду Юэшэна. Более 1000 коммунистов были арестованы, около 300 расстреляны, более 5000 пропали без вести.
Некоторые командиры Национальной революционной армии с коммунистическим прошлым, окончившие Военную академию Вампоа, скрывали свои симпатии и не были арестованы, и многие из них перешли на сторону коммунистов после начала гражданской войны в Китае.
Соперничающие правительства Гоминьдана, известные как раскол Нанкина и Уханя (китайский: 宁汉 分 裂), просуществовали недолго, потому что Уханьский Гоминьдан начал жестокие чистки коммунистов после того, как его лидеры узнали о секретном приказе Иосифа Сталина Михаилу Бородину о том, что усилия КПК должны быть организованы так, чтобы она могла свергнуть левый Гоминьдан и захватить власть в Ухане. В течение 20 дней в Кантоне, Сямэне, Фучжоу, Нинбо, Нанкине, Ханчжоу и Чанша были арестованы и казнены более 10 000 коммунистов. После этого СССР официально прекратил сотрудничество с Гоминьданом. Уханьское националистическое правительство вскоре распалось и Чан остался единственным лидером Гоминьдана. В ходе кампаний подавления коммунистов, проводимых Гоминьданом, в материковом Китае за один год было убито более 300 000 человек.
Во время гражданской войны между Гоминьданом и коммунистами обе фракции совершали массовое насилие против гражданского населения и даже против своих собственных армий с целью получения гегемонии над материковым Китаем. Во время гражданской войны антикоммунистическая фракция Гоминьдана убила более миллиона солдат ещё до начала боевых действий. Кроме того, фракция Гоминьдана уничтожила во время гражданской войны около миллиона мирных жителей, большинство из которых были крестьянами .

### Индонезия

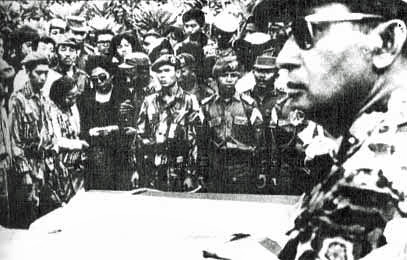
Сухарто (справа на переднем плане) присутствует на похоронах генералов, убитых в результате неудавшегося переворота, приведшего к массовой чистке, 5 октября 1965 года.

Six Clemens приводит пример Индонезии 1965—1968 годов среди списка основных антикоммунистических преследований с более чем 100 тысячами погибших.
Жестокая антикоммунистическая чистка и резня произошли вскоре после неудавшегося переворота в столице Индонезии Джакарте, ответственность за который возложили на Коммунистическую партию Индонезии (КПИ). Большинство оценок числа людей, убитых индонезийскими силами безопасности, колеблется от 500 тыс. до миллиона :3. Убийства начались в октябре 1965 года в Джакарте, распространились на Центральную и Восточную Яву, а затем на Бали, а небольшие вспышки произошли на некоторых частях других островов, в первую очередь на Суматре. Когда президентство Сукарно начало рушиться, а Сухарто начал устанавливать контроль после попытки переворота Движения 30 сентября, высшие национальные лидеры КПИ были выслежены и арестованы, а некоторые из них были казнены без суда и следствия.
В рамках более широких антикоммунистических массовых убийств режим Сухарто убивал индонезийцев китайского происхождения, исходя из предположения, что они были частью коммунистической «пятой колонны».
В 2016 году международный трибунал в Гааге постановил, что убийства являются преступлениями против человечности, а также постановил, что США и другие западные правительства причастны к этим преступлениям. Рассекреченные документы, опубликованные в 2017 году, подтверждают, что правительство США располагало подробными сведениями о массовых убийствах. Историк Джон Руса утверждает, что документы показывают, что «США были неотъемлемой частью операции, разрабатывая стратегию с индонезийской армией и поощряя их преследовать КПИ». По словам историка из Университета Коннектикута Брэдли Р. Симпсона, документы «содержат разоблачающие подробности того, что США умышленно и радостно подталкивали к массовым убийствам невинных людей». Винсент Бевинс в своей книге «The Jakarta Method» пишет, что другие правые военные режимы во всем мире, участвовавшие в своих собственных антикоммунистических кампаниях по уничтожению коммунистов, стремились подражать действиям индонезийских военных.

### Корея
Six Clemens приводит пример Южной Кореи 1948—1953 годов среди списка основных антикоммунистических преследований с более чем 100 тысячами погибших.
Во время Корейской войны десятки тысяч подозреваемых коммунистов их сторонников были убиты в ходе так называемой резни Лиги Бодо. Оценки числа погибших разнятся. По словам профессора Ким Донг-Чуна, комиссара Комиссии правды и примирения, по подозрению в поддержке коммунизма было казнено не менее 100 тыс. человек, цифра, которую он назвал «весьма консервативной». Подавляющее большинство массовых убийств времен Корейской войны было совершено вооруженными силами Республики Корея, и только 18 % были совершены Корейской народной армией.

### Вьетнам
Six Clemens приводит пример Вьетнама 1945—1954 и 1961—1975 годов среди списка основных антикоммунистических преследований с более чем 100 тысячами погибших.
В операции Cedar Falls американские войска убили 700 коммунистов, в операции Junction City было убито 2728 коммунистов за 82 дня. Во время Тетского наступления было убито 50 тысяч из 84 тысяч участвовавших в нём коммунистов. Американский профессор Бенджамин Валентино оценивает количество убитых в ходе массовых убийств партизан" вооруженными силами США и Южного Вьетнама во время войны во Вьетнаме в 110—310 тысяч.

## Европа

### Россия
Six Clemens приводит пример гражданской войны в России в 1917—1921 годах среди списка основных антикоммунистических преследований с более чем 100 тысячами погибших.

### Оккупированные Германией территории СССР, Югославии и Греции

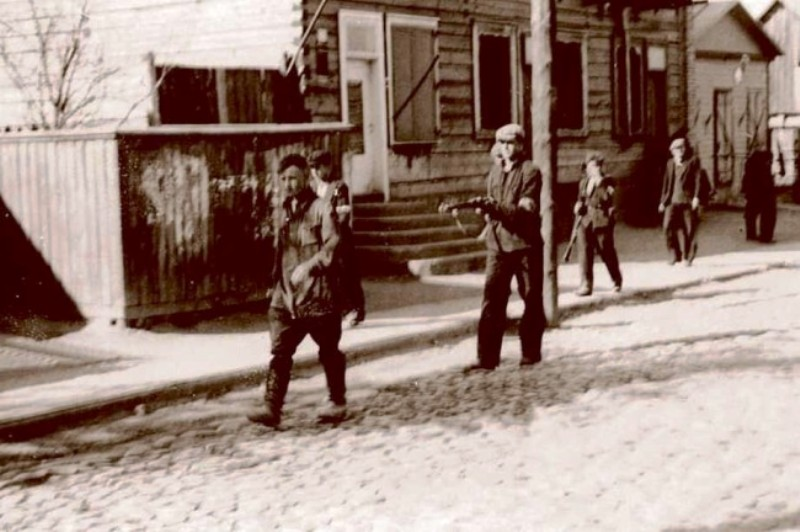
Бойцы литовского сопротивления ведут арестованного комиссара Красной Армии в Каунасе, 1941 г.

Six Clemens приводит пример немецкой оккупации территории СССР, Югославии и Греции среди списка основных антикоммунистических преследований с более чем 100 тысячами погибших.
В 1936 году Германия заключила международный Антикоминтерновский пакт с Японской империей, направленный на борьбу против Коминтерна. После нападения Германии на СССР к пакту присоединились страны Европы, оккупированные Германией; его подписали также правительства Турции и Сальвадора. Тысячи коммунистов на оккупированных территориях были арестованы и впоследствии отправлены в немецкие концлагеря. Всякий раз, когда нацисты завоевывали новую территорию, члены коммунистических, социалистических и анархистских групп обычно были первыми, кого немедленно арестовывали или казнили. 6 июня 1941 года верховное командование немецкой армии приказало расстреливать на месте всех комиссаров (политруков).

### Испания
Six Clemens приводит гражданскую войну в Испании в 1936—1940-х годах среди списка основных антикоммунистических преследований с более чем 100 тысячами погибших.
В Испании белый террор относится к зверствам, совершенным националистами во время гражданской войны в Испании, а также к преступлениям, совершенным впоследствии во франкистской Испании.
Большинство историков сходятся во мнении, что число погибших в результате Белого террора было выше, чем во время Красного террора. В то время как большинство оценок смертей в результате красного террора колеблется от 38 000 до 55 000, большинство оценок смертей в результате белого террора колеблется от 150 000 до 400 000.
Конкретных цифр не существует, потому что многие коммунисты и социалисты бежали из Испании после того, как республиканская фракция проиграла Гражданскую войну. Кроме того, франкистское правительство уничтожило тысячи документов, связанных с Белым террором и попыталось скрыть доказательства, казней республиканцев. Тысячи жертв Белого террора похоронены в сотнях безымянных братских могилах, только в Андалусии их более 600. Самая большая братская могила находится на кладбище Сан-Рафаэль на окраине Малаги (возможно, более 4000 тел) Ассоциация восстановления исторической памяти (Asociación para la Recuperación de la Memoria Historica или ARMH) сообщает, что число пропавших без вести составляет более 35 тысяч.
По количеству пропавших без вести, чьи останки не были обнаружены или идентифицированы, Испания занимает второе место в мире после Камбоджи.